# Canal Luz
Canal Luz  es un canal de televisión por suscripción argentino de índole religioso. La señal se origina en la ciudad de Rosario, Provincia de Santa Fe, Argentina. Emite programación 24 horas al día, la cual es distribuida a los cableoperadores del continente y DTH (FTA) a través del satélite Hispasat. La señal se distribuye vía Internet a través de servidores de streaming propios y de plataformas masivas como YouTube, Facebook e Instagram.
Su estudio central y telepuerto satelital se encuentran en la ciudad de Rosario, ubicados en la calle Gálvez 2144, y son administrados por la Asociación Civil de la Iglesia Evangélica Misionera Argentina.

## Historia
En 1992, la señal comenzó a transmitirse a través de un sistema de cable de la ciudad de Rosario (JPM), cuyo radio de alcance fue de unas diez cuadras alrededor de su cabecera. Este sistema de cable contaba con algunos canales internacionales (TVE, TNT, CNN en Español, Canal Vasco) y locales (Canal Rural, ATC, Canal 5 Rosario Telefe, Canal 3 Rosario), más una señal propia (Canal 4), a la que se denominó Canal Luz.
Hasta 1994, Canal Luz producía 6 horas diarias de programación importada en dos cintas S-VHS de 2:50 horas cada uno, que se remitían a distintas cableoperadoras emergentes en Argentina y el exterior, como Bolivia, Chile y Ecuador. La producción constaba de programas como Club 700, la Hora de Poder, con Juan Carlos Ortiz, Las cruzadas de Carlos Annacondia, Juntos por la vida, de Marfa Cabrera, Conferencias, musicales y películas de Billy Graham, con algunos programas de producción propia.
A partir de 1994, Canal Luz comenzó a ser conocida regionalmente por su entrada a diferentes cableoperaoras de la ciudad de Rosario y sus alrededores, incluyendo ciudades de otras provincias argentinas como Victoria (Entre Ríos) y ciudad de Córdoba.
En octubre de 2001, Canal Luz fue elevada al satélite Nahuel 1 a través de su planta de transmisión satelital que se encuentra en la ciudad de Rosario, constituyéndose en el primer  uplink satelital digital de una señal televisiva en la ciudad de Rosario y el segundo del país. La huella satelital de Nahuel 1 abarcaba gran parte del continente americano, por lo que la señal comenzó a ser conocida a nivel internacional, y tomada por diferentes distribuidores de pequeñas y grandes localidades de Argentina y Sudamérica. En 2004, tras vencerse el contrato con Nahuel 1, el canal comenzó a operar con el satélite Hispasat, cuya huella satelital cubre la extensión de toda América.
En 2011, la señal comenzó a generarse en alta definición (HD) y se elevó al satélite Hispasat simultáneamente en HD y SD. Desde 2016 a 2020, Canal Luz comenzó a ser distribuido por DirecTV en Argentina, Uruguay, Chile y Perú, y por Cablevisión en Argentina y Uruguay, y por Personal TV en Paraguay, dentro de la plataforma Flow.

## Programación
La programación está orientada al segmento familiar, y comprende diferentes formatos: magazines, entrevistas, juegos, programas en vivo, documentales, conferencias, cobertura de eventos.
Se transmiten programas con modalidad en vivo, y participan de la programación 50 productoras de diferentes localidades de Argentina.
Se emiten programas de productoras internacionales como «Esperanza en la ciudad», desde Uruguay, «La vida ahora» desde Brasil, el dibujo animado «Superlibro», «Vive +», «Club 700 hoy», de la cadena estadounidense CBN.

## Aspectos técnicos

### Parámetros de transmisión satelital
| Parámetros         | Detalles técnicos          |
| ------------------ | -------------------------- |
| Satélite           | Hispasat 30W - 5           |
| Modulación         | DVB - S2/ QPSK/ FEC 5/6    |
| Codificación video | 1080 i50 / H.264 level 4.0 |
| Audio              | MPEG layer 2 / Stereo      |
| Frecuencia         | 12076.5 MHz                |
| Symbol rate        | 4000 Msym/s                |